# Уолдо Рудольф Тоблер
Уолдо Рудольф Тоблер (англ. Waldo R. Tobler; 16 листопада 1930 — 20 лютого 2018) — американський географ і картограф швейцарського походження. Ідею Тоблера про те, що «все пов'язано з усім іншим, але близькі речі пов'язані більше, ніж далекі речі», називають «першим законом географії». Він також запропонував другий закон: «Явище, яке знаходиться поза сферою інтересів, впливає на те, що відбувається всередині». Тоблер був активним почесним професором департаменту географії Каліфорнійського університету в Санта-Барбарі аж до своєї смерті.